# 彫刻庭園
彫刻庭園（ちょうこくていえん、sculpture garden）は、彫刻の展示を目的とした屋外の公園・庭園。ランドスケープがきちんと計画された庭園内に展示される彫刻は、耐久性のある素材で作られた恒久展示を目的としたものが中心である。
彫刻庭園は美術館の周囲に付属している場合もあるが、逆に屋内展示室よりも庭園のほうがメインになっており、庭園自体が美術館となっている場合もある。屋外のさわやかな風景の中を彫刻や木々を見ながら散歩できることから、観光地にある観光目的で作られた施設が多いが、自治体が公園の中に多数のパブリックアートを置き、都市公園が彫刻庭園と化しているものもある。
彫刻庭園は、ある作家一人の作品に絞った庭園から、伝統的な人物像などが中心の公園、大型の抽象作品が中心の庭園などさまざまである。また、彫刻作品を購入したあとで庭園を造ったり、購入した作品を庭園内に配置するのが伝統的なあり方だが、近年では彫刻家に現地を見てもらい、そこに合わせた作品を作ってもらう、サイト・スペシフィックな作品を中心にした庭園も多く登場している。

## 彫刻庭園の例
- 中札内美術村
- 札幌芸術の森美術館
- 市原市水と彫刻の丘
- 東京都井の頭自然文化園彫刻園
- 高坂彫刻プロムナード【高田博厚彫刻群】
- 彫刻の森美術館
- 美ヶ原高原美術館
- 蓼科高原芸術の森彫刻公園
- 滋賀県立陶芸の森
- あさご芸術の森野外彫刻公園
  - あさご芸術の森美術館野外彫刻展示
- 姫路市立美術館
- とらまる公園
- ベネッセハウス
- イサム・ノグチ庭園美術館
- 霧島アートの森
- ハーシュホーン博物館と彫刻の庭（アメリカ・ワシントンD.C.）
- ヴィーゲラン彫刻公園（ノルウェー・オスロ）
- ミドルハイム美術館 (ベルギー・アントワープ） 野外彫刻美術館
- タロット・ガーデン（イタリア・トスカーナ州）ニキ・ド・サンファルの野外彫刻美術館